# Deutscher Waldbesitzer (Magazin)
Deutscher Waldbesitzer ist eine deutsche Fachzeitschrift für private Waldbesitzer in Deutschland. Es bündelt Informationen für eine ertragreiche und nachhaltige Nutzung kleinerer Waldflächen. Zudem werden Inhalte zum Thema Pflegemaßnahmen im Wald und forstpolitische Entwicklungen behandelt. Herausgegeben wird die Zeitschrift quartalsweise vom Deutschen Landwirtschaftsverlag.